# Ctenomys dorsalis
El tuco-tuco del Chaco (Ctenomys dorsalis) es una especie de roedor histricomorfo de la familia Ctenomyidae que habita en Bolivia y Paraguay.